# Raniero de Forcona
Raniero (? - 30 de dezembro de 1077) foi um bispo católico italiano reverenciado como santo pela Igreja Católica, depois que seu nome foi incluído no Martirológio Romano por César Barônio.
Ele foi bispo de Forcona (Sé diocesana mais tarde transferida para L'Aquila) no século XI: em uma carta de 18 de janeiro de 1072, o Papa Alexandre II o felicitou pela boa administração de sua Igreja, garantindo seus bens e direitos.
Faleceu em 31 de dezembro de 1077.

## Culto
César Barônio, em 1586 com base nos "monumentos antigos daquela Igreja" (L'Aquila) desconhecidos daquela diocese, inseriu sua celebração no Martirológio Romano em 30 de dezembro, mas não há outra evidência de seu culto antigo.
No Martirológio Romano reformado de acordo com os decretos do Concílio Vaticano II e promulgado em 2001 pelo Papa João Paulo II, seus elogios são lidos em 30 de dezembro.